# قاعدة بيانات
قاعدة البيانات أو قاعدة المُعْطَيَات (بالإنجليزية: DataBase)، هي مجموعة من عناصرِ البيانات المنطقية المرتبطة مع بعضها البعض بعلاقة رياضية، وتتكون قاعدة البيانات من جدول واحد أو أكثر. ويتكون الجدول من سجل (صف (قواعد البيانات)) أو أكثر ويتكون السجل من حقل (حقل (علم الحاسوب)) أو أكثر. ومثال عليه السجل الخاص بموظف معين يتكون من عدة حقول مثل رقم الموظف - اسم الموظف - درجة الموظف - تاريخ التعيين - الراتب - والقسم التابع له، وغير ذلك من بيانات الموظفين تخزن في جهاز الحاسوب عَلى نحو منظّم، حيث يقوم برنامج (حاسوب) يسمى محرك قاعدة البيانات (database engine) بتسهيل التعامل معها والبحث ضمن هذه البيانات، وتمكين المستخدم من الإضافة والتعديل عليها.
يتم استرجاع البيانات باستخدام أوامر من لغة الاستعلام حيث تعتبر معلومات تساعد في عملية اتخاذ القرار.
نظام إدارة قواعد البيانات هو البرنامج الذي تُسترجَع به البيانات، أو الإضافة أو التعديل عليها، أو حذفها، حيث يقوم البرنامج بالربط بين المستخدم وبين محرك قاعدة البيانات، لأداء تلك المهمة.
وفي حال وجود علاقة بين جداول قاعدة البيانات يسمى هذا بنظام قواعد البيانات العلائقية (نظام إدارة قواعد البيانات العلائقية)
الهدف الأساسي لقواعد البيانات هو التركيز على طريقة تنظيم البيانات وليس على التطبيقات الخاصة. أي أن الهدف الرئيسي لمصمم قاعدة البيانات هو تصميم البيانات بحيث تكون خالية من التكرار ويمكن استرجاعها وتعديلها والإضافة عليها دون المشاكل التي يمكن أن تحدث مع وجود التكرار فيها. يتم ذلك عن طريق ايجاد ثلاثة مستويات من التجريد أو النماذج لقواعد البيانات تسمى نماذج التطبيع (تسوية قاعدة البيانات)، ويقصد بها جعل تركيبة البيانات أقرب للطبيعة التصنيفية.
وهناك تركيبات لقواعد البيانات حسب نوع العلاقة الرياضية بين البيانات، ومنها:
- التركيب العلائقي: وهو اعتماد علاقة محددة بين عناصر البيانات، مثل أن تكون قيمة عنصر معتمدة على حاصل جمع عنصرين. وهذا التركيب هو أنجح التراكيب المطبقة في عالم قواعد البيانات المعلوماتية، وذلك بسبب إعطائه تنوع في نوع العلاقة بين البيانات، لأن احتمالية تنفيذ العلاقات فيه أكبر من أي تركيب اخر.
- التركيب الهيكلي: وهو اعتماد علاقة الهيكل التنظيمي بين عناصر البيانات، مثل أن يكون عنصرين مصنفين تحت عنصر واحد أو تابعين له.
- التركيب الهرمي: وهو اعتماد علاقة الهرم بين عناصر البيانات، مثل أن يكون كل عنصر مسؤول عن عنصر واحد فقط وليس أكثر.

## قواعد البيانات الضخمة
هناك عدة قواعد تختلف في الحجم، فهناك مركز البيانات وهو مباني ضخمة تتميز بأنها مجهزة بالإعدادات المطلوبة لقواعد البيانات من ناحية المساحة التشغيلية والمصادر البشرية ومتخصصي الصيانة والطقس الملائم من خلال المكيفات، ولها عدة مولدات وقائية للطاقة.
كما وُجد أيضاً مستودع البيانات وهو تجميع للبيانات التاريخية من قواعد البيانات التقليدية من عدة مصادر لإستخراج تقارير وتحاليل تفيد في أداء عمل المؤسسات.

## نظرة عامة واصطلاحات
يشير مصطلح «قاعدة بيانات» رسميًا إلى مجموعة من البيانات المترابطة وطريقة تنظيمها. تُدار عملية الوصول إلى هذه البيانات من خلال «نظام إدارة قاعدة البيانات» (دي بي إم إس) الذي يتألف من مجموعة متكاملة من برمجيات الحاسب التي تسمح للمستخدمين بالتفاعل مع قاعدة بيانات واحدة أو أكثر وتمنح الوصول إلى كل البيانات المحتواة في قاعدة البيانات (على الرغم من وجود قيود تحد من الوصول إلى بيانات محددة). يمنح نظام إدارة قاعدة البيانات مجموعة وظائف تسمح بإدخال كميات كبيرة من المعلومات وتخزينها واستعادتها، ويوفر طرق لإدارة كيفية تنظيم المعلومات.
يُستخدم مصطلح «قاعدة بيانات» عادةً للإشارة إلى كل من قاعدة بيانات ونظام إدارة قاعدة البيانات المُستخدم لإدارتها، وذلك بسبب العلاقة الوثيقة بينهما.
يُستخدم مصطلح قاعدة البيانات غالبًا خارج مجال تكنلوجيا المعلومات المهنية للإشارة إلى أي مجموعة من البيانات المترابطة (مثل جدول بيانات أو مجموعة بطاقات مفهرسة)، إذ تستوجب متطلبات الاستخدام والحجم عادةً استخدام نظام لإدارة قواعد البيانات هذه.
تقوم نظم إدارة قواعد البيانات الموجودة بمهام متنوعة تسمح بإدارة قاعدة البيانات وبياناتها، وتُصنف هذه المهام إلى أربع مجموعات وظيفية:
- تعريف البيانات- إنشاء، وتعديل، وحذف التعاريف التي تحدد تنظيم البيانات.
- تحديث- إضافة، وتعديل، وحذف البيانات الفعلية.
- استرداد- توفير معلومات بصيغة يمكن استخدامها مباشرة أو لمعالجة أكثر من قبل تطبيقات أخرى. يمكن توفير البيانات المستردة بالصيغة نفسها التي تُخزّن بها في قاعدة البيانات أو بصيغة جديدة نحصل عليها من خلال تعديل أو دمج بيانات موجودة في قاعدة البيانات.
- إدارة- تسجيل المستخدمين ومراقبتهم، وتطبيق الأمان على البيانات، ومراقبة الأداء، والحفاظ على تكامل البيانات، والتعامل مع ضبط التزامن، واستعادة المعلومات التي أُتلفت بسبب حدث معين كالفشل غير المتوقع للنظام. تعمل كل من قاعدة البيانات ونظام إدارتها بشكل يتوافق مع مبادئ نموذج قواعد بيانات محدد. يشير مصطلح «نظام قاعدة البيانات» إلى كل من نموذج قاعدة البيانات، ونظام إدارة قاعدة البيانات، وقاعدة البيانات.

فيزيائيًا، مخدمات قواعد البيانات هي حواسيب مخصصة للاحتفاظ بقواعد البيانات الفعلية وتشغيل نظام إدارة قواعد البيانات والبرمجيات المتعلقة فيه فقط. تكون مخدمات قواعد البيانات عادةً حواسيب متعددة المعالجات، بذاكرة كبيرة ومصفوفة مستقلة متعددة الأقراص تُستخدم من أجل التخزين الثابت. تُستخدم أيضًا أجهزة مسرعات قواعد البيانات، الموصولة بمخدم واحد أو أكثر عن طريق قنوات عالية السرعة في بيئات معالجة معاملات كبيرة الحجم. توجد نظم إدارة قواعد البيانات في مركز أغلب قواعد بيانات التطبيقات. يمكن أن تُبنى نظم قواعد البيانات من أجل نواة (نظام تشغيل) مخصصة متعددة المهام مع دعم شبكي مدمج، لكن نظم قواعد البيانات الحديثة تعتمد على نظام تشغيل معياري لتوفير هذه الوظائف.
نظرًا لأن نظم قواعد البيانات تشمل سوقًا كبيرًا، فإن بائعي ذواكر التخزين والحواسيب غالبًا ما يأخذون بعين الاعتبار متطلبات هذه النظم ضمن خططهم التطويرية.
يمكن تصنيف قواعد البيانات ونظم إدارتها وفقًا لنماذج قواعد البيانات التي يدعمانها (كالعلائقية أو XML)، ولأنواع الحواسيب التي تعملان عليها (امتدادًا من تجمع خوادم إلى الهواتف المحمولة)، ولغات الاستعلامات المستخدمة للوصول إلى قواعد البيانات فيها (مثل إس يو إل أو إكس كويري)، وهندستها الداخلية، إذ تؤثر جميعها على الأداء وقابلية التوسع والمرونة والأمان.

## تاريخها
ازدادت أهمية أحجام وقدرات وأداء قواعد البيانات ونظم إدارتها الخاصة بها. هذه الزيادات في الأداء كانت ناتجة عن تطور التكنولوجيا في مجالات المعالجات، وذواكر الحواسيب، وتخزينها وشبكاتها. يمكن تقسيم تطور تكنولوجيا قواعد البيانات إلى ثلاثة مجالات تعتمد على هيكلية أو نموذج البيانات وهي: ملاحية، إس كيو إل/علائقية، وما بعد العلائقية.
كان نموذجي البيانات الملاحية الأوليين الرئيسيين هما النموذج الهرمي ونموذج CODASYL (نموذج شبكة).
طُرح النموذج العلائقي بدايةً في عام 1970 من قبل إدغار إف.كود، إذ ابتعد عن هذا التقليد من خلال إصراره على أن التطبيقات يجب أن تبحث عن البيانات حسب المحتوى، بدلًا من اتباع الروابط. يستخدم النموذج العلائقي مجموعات من جداول على شكل دفتر حسابات، تستخدم كل واحدة منها لنوع مختلف من الكائنات. فقط في منتصف ثمانينيات القرن العشرين أصبحت أجهزة الحوسبة قوية بما فيه الكفاية للسماح بالانتشار الواسع للأنظمة العلائقية (نظم إدارة قواعد البيانات إضافة إلى التطبيقات). بحلول بدايات تسعينيات القرن العشرين، سادت الأنظمة العلائقية في جميع تطبيقات معالجة البيانات واسعة النطاق، وبقيت سائدةً حتى عام 2018، وأكثر نظم إدارة قواعد البيانات التي يُبحث عنها هي: آي بي إم دي بي2، وأوراكل، ماي إس كيو إل، ومايكروسوفت إس كيو إل سيرفر. أثرت لغة قواعد البيانات السائدة، وهي لغة إس كيو إل المعيارية للنموذج العلائقي، على لغات قواعد البيانات الخاصة بنماذج البيانات الأخرى. طُوّرت قواعد البيانات الكائنية في ثمانينيات القرن العشرين للتغلب على عدم تطابق معاوقة الكائن العلائقي، مما أدى إلى صياغة مصطلح «ما بعد العلائقية» إلى جانب تطوير قواعد بيانات الكيانات العلائقية الهجينة. أصبح الجيل التالي من قواعد البيانات ما بعد العلائقية في نهايات العقد الأول من القرن العشرين معروفًا باسم قواعد بيانات نو إس كيو إل، إذ توفر مخازن سريعة باستخدام طريقة مفتاح-قيمة وقواعد بيانات موجهة نحو المستندات. حاولت قواعد بيانات منافسة من «الجيل التالي» تسمى نيو إس كيو إل تقديم تطبيقات جديدة حافظت على نموذج إس كيو إل/العلائقي وسعت لتحقيق الأداء العالي لقواعد بيانات نيو إس كيو إل مقارنةً بأنظمة إدارة قواعد البيانات العلائقية المتوفرة تجاريًا.

## بيئات قواعد البيانات
- نظام اوراكل لإدارة قواعد البيانات المترابطة (العلائقية)
- أوراكل
- ماي إس كيو إل
- فيربيرد
- أكسس
- بوستجرس
- قاعدة بيانات بيركيلي
- Borland Interbase
- ميكروسوفت إس كيو إل سيرفر
- Informix
- B-trieve
- آي بي إم دي بي 2
- سايبيز